# Cala Luna
Pour les articles homonymes, voir Luna.

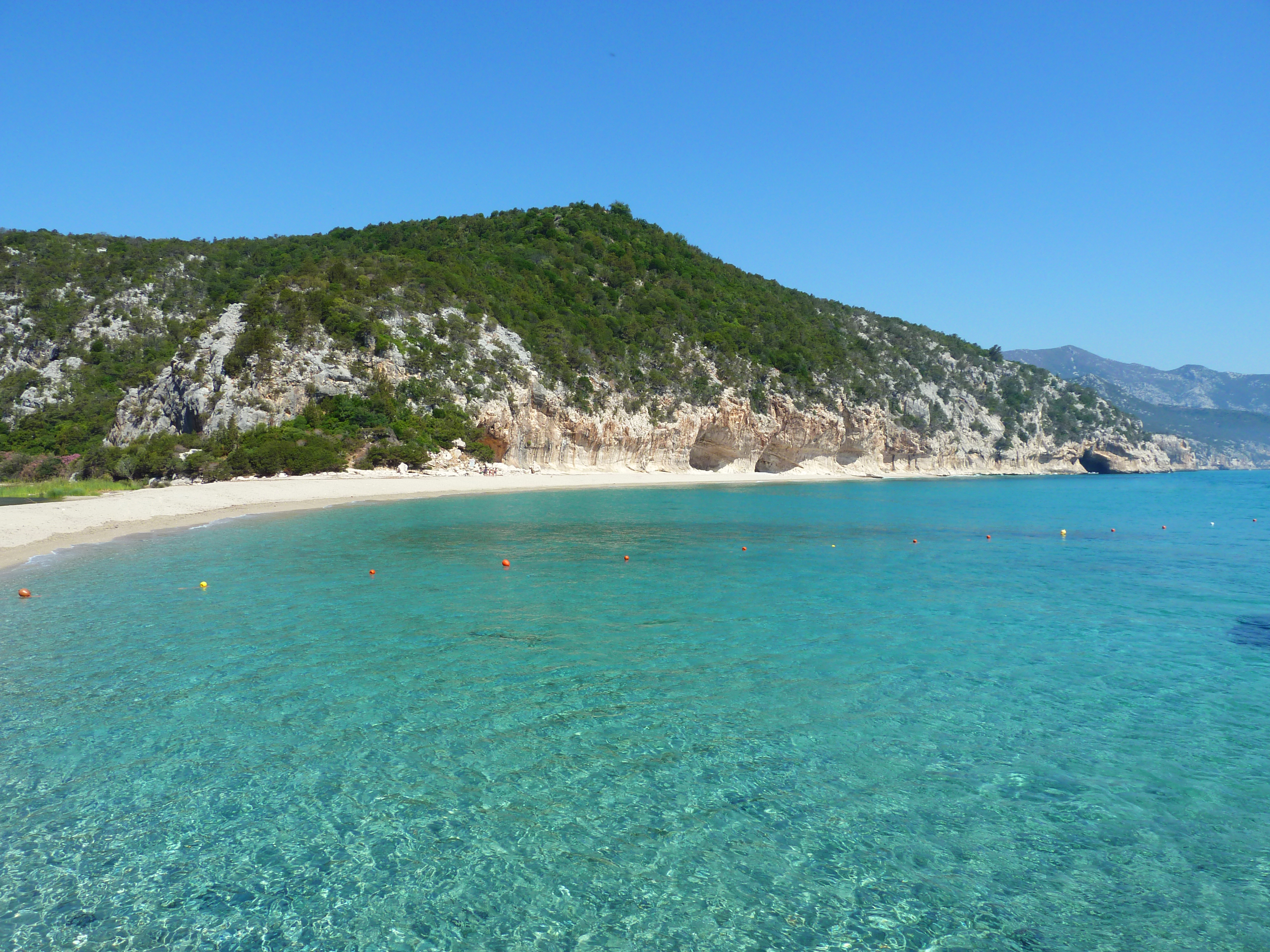
Cala Luna

Cala Luna est une plage du golfe d'Orosei, à mi-chemin entre les municipalités de Dorgali et Baunei en Sardaigne. 

## Caractéristiques
La plage représente l'embouchure d'un ruisseau qui marque la frontière des territoires municipaux de Dorgali et Baunei, municipalités qui à leur tour revendiquent leur juridiction sur le site. Ce ruisseau, appelé Codula di Luna, se développe sur quelques kilomètres, prenant sa source sur les pentes de M. Oseli (984m d'altitude) dans la municipalité d'Urzulei. 
La plage est caractérisée par la présence de quelques grottes et criques devant le littoral, en raison de l'érosion de la mer sur la roche calcaire. 
Cala Luna est célèbre pour sa beauté et sa particularité, et a été utilisée comme cadre pour l'enregistrement de nombreux films de cinéma italien et étranger. 

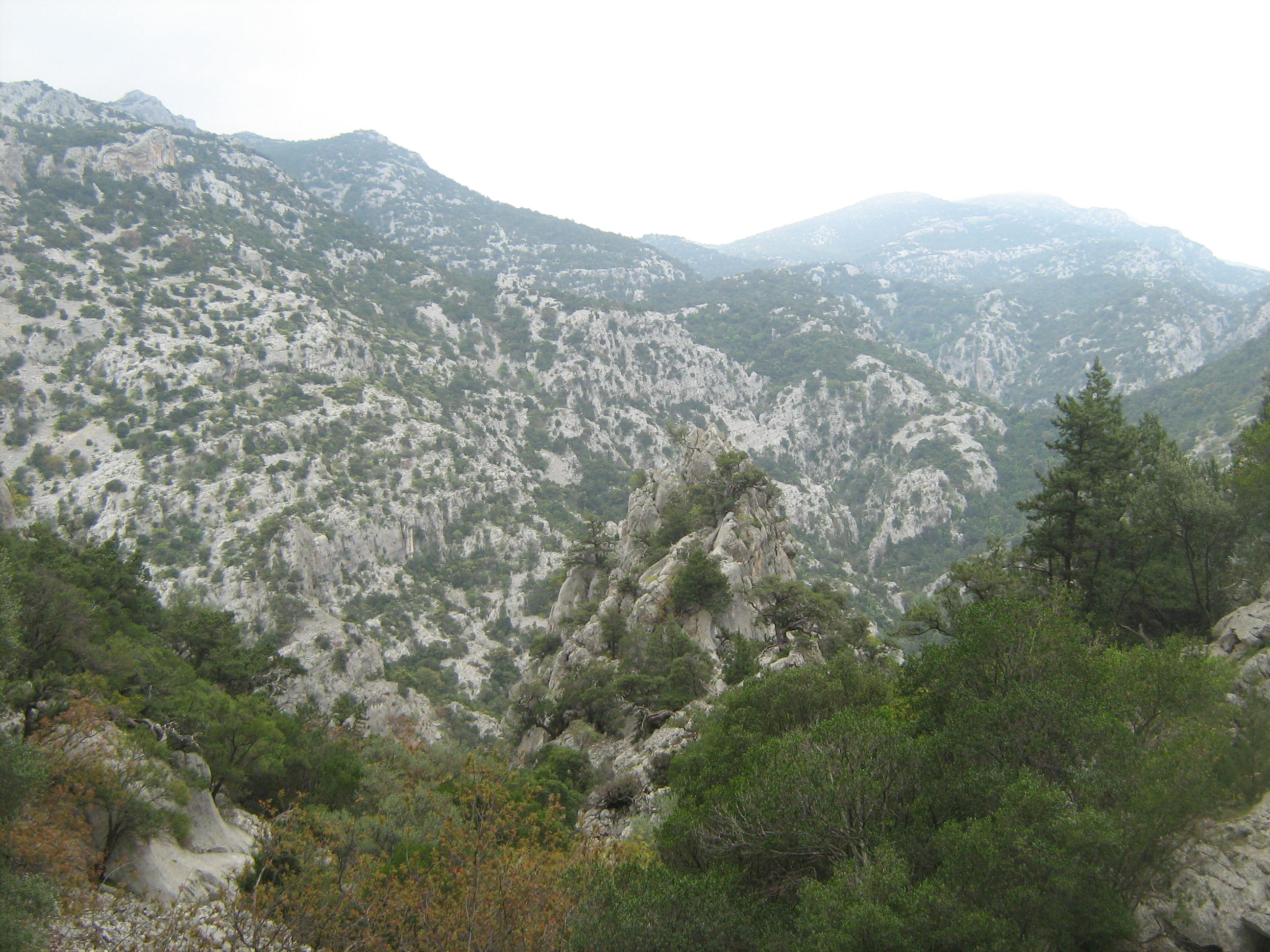
Codula di Luna